# Паспорт лица без гражданства Эстонской Республики
Паспорт лица без гражданства Эстонской Республики (эст. välismaalase pass), это  удостоверение личности, выдаваемое лицам без гражданства Бюро гражданства и миграции Департамента Полиции и Пограничной службы и зарубежными представительствами Эстонии, постоянно проживающими в республике.

## Страница информации о владельце
Эстонский паспорт иностранца включает следующие данные:
- Фотография владельца
- Тип (P для обычных паспортов)
- Код выдавшего государства (EST)
- Номер паспорта
- Фамилия
- Имя
- Дата рождения
- Персональный номер
- Пол
- Место рождения
- Дата выдачи
- Права
- Дата окончания срока действия
- Подпись владельца

Страница информации о владельце заканчивается зоной машинносчитываемого кода.

## Безвизовый режим
Подавляющее большинство государств, которые разрешают безвизовый въезд на свою территорию владельцам общего паспорта гражданина Эстонии, не дают права на въезд владельцам эстонского паспорта иностранца.
Внутри Шенгенской зоны эстонские граждане могут жить и свободно передвигаться с некоторыми ограничениями и временными лимитами. Лица с неопределённым гражданством, проживающие на территории Эстонии и обладающие эстонским паспортом иностранца и долгосрочным разрешением на проживание, могут только посещать другие государства Шенгенской зоны, не более чем на 90 дней в течение 6 месяцев.

### Список других стран, для посещения которых владельцам паспортов иностранца виза не требуется[2]
| Государства и территории | Права пребывания               |
| ------------------------ | ------------------------------ |
| Босния и Герцеговина     | 90 дней                        |
| Доминиканская Республика | 30 дней по туристической карте |
| Северная Македония       | 7 дней                         |
| Россия                   | 90 дней по миграционной карте  |